# Марія дель Кармен Сотомайор
Марія дель Кармен Сотомайор Ельцо (близько 1780 — 24 вересня 1852 ) — перша леді Чилі.
Народилася в Ранкагуа, донька Франциско Сотомайора Серрано та Марії де-ла-Консепсьйон де-Ельцо і Урета (баскського походження). Вона вийшла заміж за Фернандо де Еррасуріса і Мартінеса де Альдунате, який був тимчасовим президентом Чилі в 1831 році, в Сантьяго 2 жовтня 1801 року. З ним у неї було 8 дітей. Вона померла в цьому ж місті 1852 року.